# Anthony Fisher
Ne doit pas être confondu avec Antony Fisher.
Anthony Fisher, né le 10 mars 1960 à Sydney, est un prélat catholique australien, archevêque de Sydney depuis septembre 2014.

## Aperçu biographique

### Jeunesse et formation
Né le 10 mars 1960 à Sydney, Anthony Fisher fait ses études à l'université de Sydney où il obtient en 1984 un baccalauréat universitaire ès arts en histoire (équivalent dans le système francophone d'une licence d'histoire) puis un baccalauréat universitaire en droit. Il exerce le droit dans l'entreprise Clayton Utz (en) où il rédige des contrats pour la rénovation du Queen Victoria Building.
Répondant à sa vocation religieuse, il entre chez les dominicains à vingt-quatre ans. Il y poursuit ses études à la Yarra Theological Union de Melbourne où il obtient une licence de théologie. Il fait profession perpétuelle chez les Prêcheurs le 18 février 1987. Il travaille alors à Uniya, un centre de recherche en sciences sociales à Kings Cross en Nouvelle-Galles du Sud sur les problèmes d'immigration et de réfugiés, et à la paroisse de Wahroonga à Sydney. C'est dans cette église paroissiale qu'il est ordonné prêtre le 14 septembre 1991.

### Prêtre
Il entreprend alors un cycle d'études doctorales en bioéthique à l'institut dominicain Blackfriars Hall de l'Université d'Oxford. Il soutient en 1995 une thèse sur La justice dans la répartition des soins médicaux.
De 1995 à 2000, Fisher enseigne à l'Université catholique australienne. De 1997 à 2000 il est également vicaire épiscopal pour la vie et la pastorale de la santé de l'archidiocèse de Melbourne. En 2000 il devient le premier directeur de l'institut Jean-Paul II pour le mariage et la famille, un institut pontifical présent sur neuf campus à travers le monde. Il y exerce également comme professeur de bioéthique et de théologie morale. En parallèle, il est également le maître des novices et socius c'est-à-dire adjoint du prieur provincial d'Australie et de Nouvelle-Zélande.

### Évêque
Le 16 juillet 2003, Jean-Paul II le nomme évêque titulaire de Buruni (de) et auxiliaire de Sydney. Il reçoit la consécration épiscopale des mains de Mgr George Pell, archevêque de Sydney, le 3 septembre suivant. Il est également nommé membre de l'académie pontificale pour la vie. Il est l'un des organisateurs des Journées mondiales de la jeunesse 2008 organisées à Sydney en présence du pape Benoît XVI.
Celui-ci le nomme le 8 janvier 2010 évêque de Parramatta. Il y reste jusqu'au 18 septembre 2014 lorsque le pape François le nomme archevêque de Sydney où il succède au cardinal Pell appelé à Rome pour diriger le nouveau secrétariat pour l'économie, son installation y est prévue pour le 12 novembre suivant.
Le 6 mai 2015 il est nommé membre de la Congrégation pour la doctrine de la foi par le pape François.

## Succession apostolique
Anthony Fisher a ordonné les évêques suivants :
- Évêque Anthony Randazzo (en) (2016)
- Évêque Richard Umbers (en) (2016)
- Évêque Greg Homeming (en), O.C.D. (2017)
- Évêque Brian Mascord (en) (2018)
- Évêque Daniel Joseph Meagher (de) (2021)
- Évêque Tony Percy (de) (2025)
- Évêque Peter Mel Murphy (en) (2025)

## Publications
- (en) Fisher, Anthony (1985), Abortion in Australia: Answers and Alternatives. With Jane Buckingham. First printing: Melbourne: Dove Communications, 1985. Second printing: Sydney: Foundation for Human Development 1991.
- (en) Fisher, Anthony (1989), IVF: The Critical Issues. Melbourne: Collins Dove
- (en) Fisher, Anthony (1991), I am a stranger: will you welcome me? The immigration debate. Melbourne: Collins Dove/ACSJC
- (en) Fisher, Anthony (2001), Code of Ethical Standards for Catholic Health and Aged Care Services in Australia. With B. Tobin, C. Gleeson and M. Byrne. Canberra: Catholic Health Australia
- (en) Fisher, Anthony (1996), Relevant Ethical Issues in Healthcare. With F. Gomez & H. Bustamanthe. Manila: UST Bioethics
- (en) Fisher, Anthony (2001), Healthcare Allocation: An Ethical Framework for Public Policy. With L. Gormally et al. London: Linacre Centre.
- (en) Fisher, Anthony (2011), Catholic Bioethics for a New Millennium, New York City, USA: Cambridge University Press